# Štefanovičova (Bratislava)
Štefanovičova je ulice v Bratislavě v městské části Staré Město. Je pojmenována podle advokáta a veřejného činitele Miloše Štefanoviče (1854-1904).
Sídlí zde Ministerstvo financí Slovenské republiky.

## Okolní ulice
- Šancová ulice
- Štefánikova ulice
- Leškova ulice
- Čajkovského ulice